# Uzelina bumbana
Uzelina bumbana är en insektsart som beskrevs av Rauno E. Linnavuori 1977. Uzelina bumbana ingår i släktet Uzelina och familjen dvärgstritar. Inga underarter finns listade i Catalogue of Life.